# Kalde spor
Kalde spor (englischer Titel: Cold Track) ist ein norwegischer Spielfilm in Schwarzweiß aus dem Jahr 1962 des Regisseurs Arne Skouen. Die Uraufführung in Norwegen fand am 26. Dezember 1949 statt. Der Film wurde als bester fremdsprachiger Beitrag bei der Oscarverleihung 1963 ausgewählt, erhielt jedoch keine Nominierung. Gezeigt wurde er auch am 3. Internationalen Filmfestival Moskau.

## Handlung
Winter 1959. Nach langjährigem Aufenthalt in Australien kehrt Oddmund Ronge nach Norwegen zurück. Er lässt sich von einem Taxifahrer bis ans Ende einer Bergstraße bringen. Dort befindet sich ein Gedenkstein für 12 tödlich verunglückte Jugendlichen, die auf ihrer Flucht vor der deutschen Besatzungsmacht in den Bergen ums Leben gekommen sind. Trotz aller Warnungen des Taxifahrers macht sich Oddmund ohne Verpflegung und nur mit Skiern ausgerüstet zu einer hochgelegenen, schon halb verfallenen Hütte auf. Er bittet den Taxifahrer, dem örtlichen Polizeibeamten namens Tormod von seinem Unternehmen zu unterrichten.
Oben angelangt, holen ihn die Erinnerungen an das Kriegsjahr 1944 ein. Er war an ebendieser Hütte mit einer Gruppe von zwölf Flüchtlingen verabredet, um sie gemeinsam mit einer örtlichen Führerin namens Ragnhild über die Berge zu einem Boot an der norwegischen Küste zu bringen. Ragnhild verspätet sich aber um zwei Tage, das gute Wetter hat inzwischen umgeschlagen und so kann die Gruppe erst am dritten Tag aufbrechen. Ein Schneesturm wütet. Während des Marsches muss Ragnhild total erschöpft wieder zur Hütte zurückkehren, ihr der Gruppe nachgeeilter Mann Tormod hilft ihr dabei. Oddmunds Aufgabe ist es nun, die Gruppe von Flüchtlingen weiterhin auf ihrem Weg durch die Berge zu begleiten. Er tut dies jedoch nicht, sondern folgt aus Eifersucht den beiden Rückkehrenden. Ungeleitet kommt die Gruppe im Schneesturm um. Ihnen zum Gedenken wird nach dem Krieg ein Gedenkstein zu errichtet, auf dem unter der Liste ihrer Namen steht: „Die Besten sterben jung“.
Fünfzehn Jahre später treffen in dieser Hütte erneut Oddmund, Ragnhild und Tormod zusammen. Mittlerweile ein Ehepaar, sind Ragnhild und der Polizist Tormod durch den Taxifahrer informiert worden. Sie bemühen sich, ihrem ehemaligen Kameraden in seiner physischen und emotionalen Not auf der entlegenen Hütte beizustehen. Vor dem Hintergrund tobender Naturgewalten vollzieht sich erneut die Katastrophe. Oddmund will sich bei Tormod zur Selbstanzeige bringen und zwischen den Dreien kommt es zu einer dramatischen Auseinandersetzung, bei der es um Vergessen, Erinnern, Schuld und Sühne geht. Rasch wird klar, dass jeder einen Teil der Schuld am Tod der Flüchtenden trägt und sie alle noch immer in jener hochaufgeladenen Dreiecksbeziehung gefangen sind, die zu ihrem verantwortungslosen Verhalten während des Krieges geführt hat.
Der Film endet mit dem Erfrierungstod Oddmunds, der in einer Art hysterischem Fieberwahn die Schatten der Verstorbenen zur Küste bringen will und wieder versagen muss.

## Kritik
Kalde spor gehört zu den Filmen, mit denen sich Arne Skouen der Zeit der deutschen Besatzung in Norwegen gewidmet hat und sich dem norwegischen Widerstand widmet. So gehören seine Filme Nødlanding (1952), Soweit die Kräfte reichen (1957), Omringet (1960) und Kalde spor (1962) zu den populärsten Filmen der Nachkriegszeit in Norwegen. Es geht Skouen dabei weniger um Helden, als vielmehr um Durchschnittsmenschen, die sich in den Dienst der Sache stellen und oft an der Herausforderung zu scheitern drohen. Letzteres zeigt sich insbesondere in Kalde spor, in welcher der Heroismus des Widerstandes und die Unschuld seiner Protagonisten explizit in Frage gestellt werden. Skouen bedient sich dabei ausgiebig expressionistischer Stilmittel, die vor dem Hintergrund feindlicher Naturgewalten so etwas wie einen Kammerspielfilm entstehen lassen.